# 아우구스트 페르디난트 베벨
아우구스트 페르디난트 베벨(August Ferdinand Bebel, 1840년 ~ 1913년)은 독일의 사회주의 사상가로 사회민주당의 지도자이다. 여성운동에도 관심을 가져 1879년에는 주저 《여성론》을 출간해 여성해방운동에 커다란 영향을 주었다.

## 같이 보기
- 베벨 광장

## 참고 자료
- 이 문서에는 다음커뮤니케이션(현 카카오)에서 GFDL 또는 CC-SA 라이선스로 배포한 글로벌 세계대백과사전의 내용을 기초로 작성된 글이 포함되어 있습니다.